# Cyprichromis pavo
Cyprichromis pavo es una especie de peces de la familia Cichlidae en el orden de los Perciformes.

## Morfología
Los machos pueden llegar alcanzar los 9,7 cm de longitud total.

## Distribución geográfica
Es  endémico de la República Democrática del Congo.